# شيرمان وايت (لاعب كرة قدم أمريكية)
شيرمان وايت (بالإنجليزية: Sherman White)‏ هو لاعب كرة قدم أمريكية أمريكي، ولد في 6 أكتوبر 1948 في مانشستر في الولايات المتحدة.

## وصلات خارجية
- شيرمان وايت على موقع مرجع كرة القدم المحترفة.كوم (الإنجليزية)